# Zlatá jedenáctka

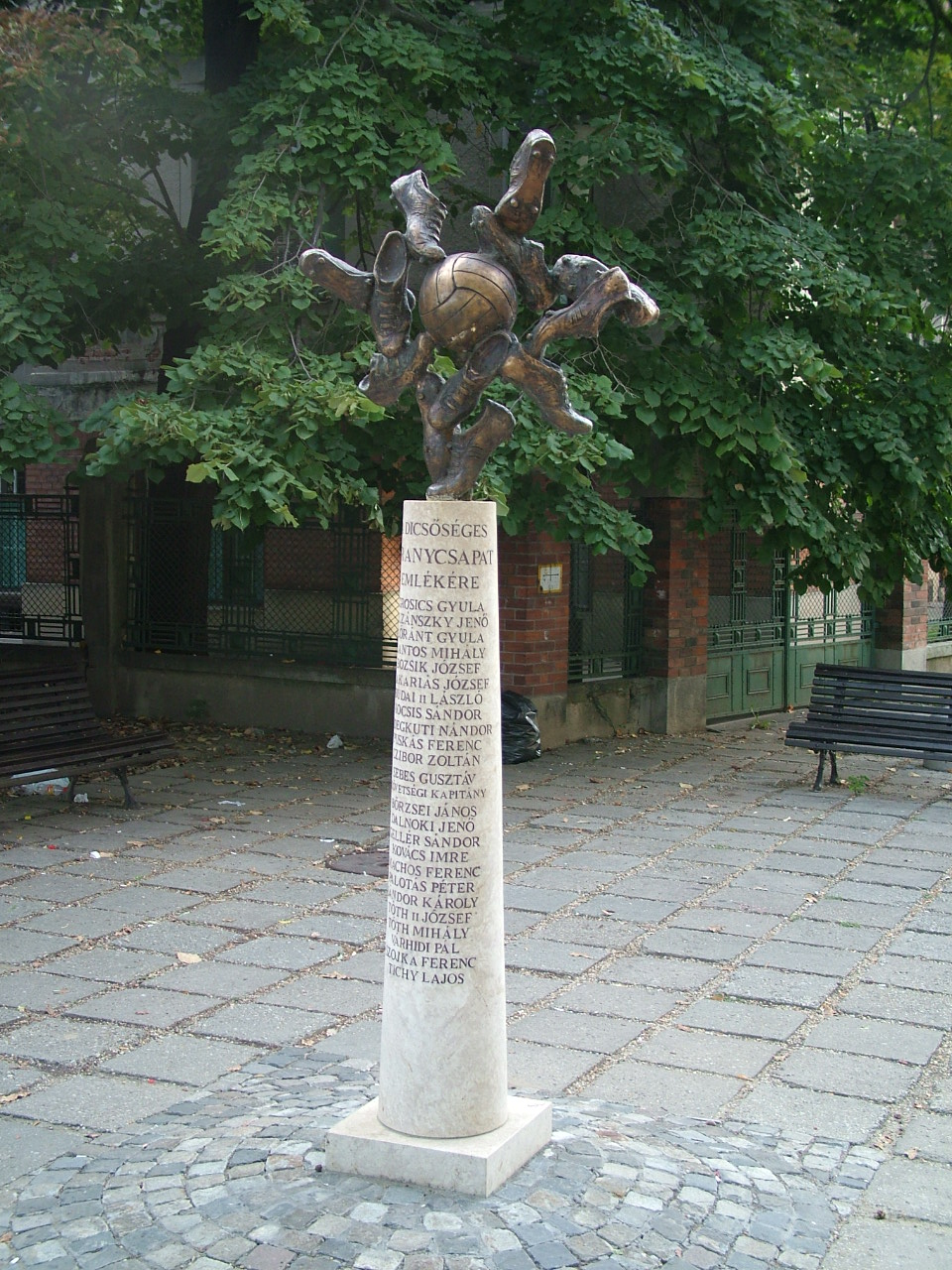
Pomník Zlaté jedenáctce v Segedíně

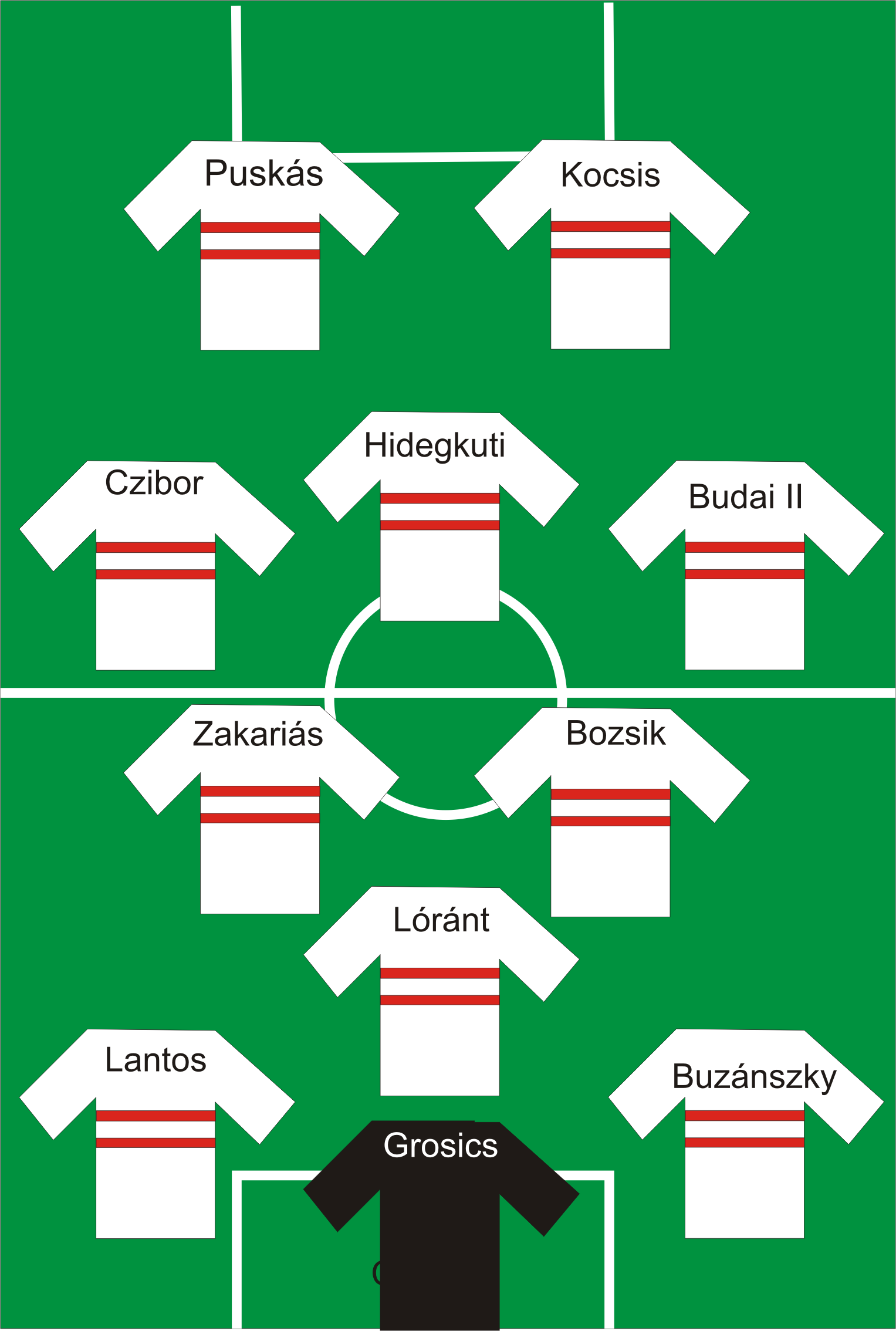
Rozestavení Zlaté jedenáctky

Zlatá jedenáctka (maďarsky Aranycsapat) byl název maďarské fotbalové reprezentace mezi lety 1950 a 1954. Od 14. května 1950 do 4. července 1954 tato reprezentace neprohrála v nepřerušené řadě celkem 32 zápasů, z toho 28 vyhrála, což je dosud platný světový rekord. Zlatou jedenáctku tvořili Grosics, Buzánszky, Lóránt, Lantos, Bozsik, Zakariás, Budai, Kocsis, Hidegkuti, Puskás (kapitán) a Czibor. Častými náhradníky byli Palotás, Mihály Tóth, Jószef Tóth, Szilágyi a brankář Gellér.
Trenérem týmu byl Gusztáv Sebes. V podmínkách tvrdého státního dozoru nad sportem se mu podařilo soustředit nejlepší hráče ve dvou klubech, vojenském Honvédu a policejním MTK Budapešť (tehdy nesl název Vörös Lobogó, což znamená Rudá zástava), díky tomu mohl provozovat velmi intenzivní tréninkový program. Zároveň naordinoval týmu nové fotbalové rozestavení, založené na dynamickém prolínání jednotlivých řad.
Sebesův tým vyhrál olympijský turnaj 1952 bez ztráty bodu a s celkovým skóre 20:2 a Geröův pohár, soutěž reprezentací pěti středoevropských zemí hranou v letech 1948 až 1953. Jako první kontinentální tým porazil Anglii na její půdě, když 25. listopadu 1953 vyhrál na Wembley Stadium 6:3 (poločas 4:2). V odvetě, hrané v Budapešti 23. května 1954, připravili Maďaři Angličanům nejvyšší porážku v jejich fotbalové historii 7:1 (poločas 3:0).
Na mistrovství světa ve fotbale 1954 jeli Maďaři jako jasní favorité. Ve skupině porazili Jižní Koreu 9:0 a Západní Německo 8:3, ve čtvrtfinále Brazílii 4:2, v semifinále Uruguay 4:2 po prodloužení (byla to vůbec první porážka Uruguayců s evropským soupeřem). Ve finále narazili opět na německý tým, kterému překvapivě podlehli 2:3, ačkoli v osmé minutě už vedli 2:0. Zápas je v Německu známý jako Zázrak v Bernu. Maďaři přišli o titul, i když vstřelili rekordních 27 branek v pěti zápasech.
Po šampionátu zaznamenali Maďaři šňůru dalších devatenácti zápasů bez porážky, porazili například 8. prosince 1954 Skotsko na Hampden Parku před 134 000 diváky 4:2 a 23. září 1956 SSSR 1:0 v Moskvě, což byla první domácí porážka v historii sovětské sborné. Zlatá jedenáctka se rozpadla v listopadu 1956, kdy hráče Honvédu po utkání PMEZ na půdě klubu Athletic Bilbao zastihla zpráva o tom, že Sovětská armáda násilím potlačila Maďarské povstání. Puskás, Kocsis a Czibor se rozhodli zůstat v emigraci. Oslabený maďarský tým pak na mistrovství světa ve fotbale 1958 nepostoupil ani ze základní skupiny.
Zlatá jedenáctka měla ve svých řadách dva nejlepší kanonýry tehdejší doby, Puskáse a Kocsise. Puskásových 84 reprezentačních branek bylo světovým rekordem do roku 2003, kdy ho překonal Ali Daeí. Kocsis drží dosud nepřekonaný průměr 1.103 gólu na zápas (75 v 68 zápasech). Dalším rekordem Maďarů je 73 zápasů v řadě, v nichž vstřelili alespoň jeden gól. V roce 2016 provedla BBC počítačové srovnání kvality fotbalových mužstev podle dosažených výsledků a vyhlásila Zlatou jedenáctku nejlepším reprezentačním týmem všech dob.
Pétér Tímár natočil o výhře Zlaté jedenáctky nad Anglií filmovou komedii 6:3.